# 爱的观点 (小说)
《爱的观点》（英語：Aspects of Love）是英国作家大卫·加内特的一部小说，出版于1955年。
情节围绕着一位年轻士兵亚历克西斯·戈莱特利（Alexis Golightly）、他的叔叔乔治·迪林厄姆（George Dillinham）和美丽的女演员罗斯·维伯特（Rose Vibert）的爱情。亚历克西斯是一名年轻英国人，最近被学校开除，应征入伍。他爱上了美丽的法国女演员罗斯·维伯特，但是后来她抛弃了青年，嫁给了他的叔叔，年长而博学的乔治·迪林厄姆爵士。多年后，亚历克西斯回到乔治和罗斯的生活中，见到了他们13岁的女儿珍妮。珍妮花很多时间和亚历克西斯在一起，并疯狂地爱上了他。乔治死于心脏病后，亚历克西斯与朱利塔相遇并相爱，朱利塔是乔治在罗斯之前的情人。
1989年，安德鲁·劳埃德·韦伯将这部小说改编成同名音乐剧。